# De Himbagodin
De Himbagodin is het 104de stripverhaal van De Kiekeboes. De reeks wordt getekend door striptekenaar Merho. Het album verscheen in februari 2005.

## Verhaal
Marcel Kiekeboe boekt een reis naar Namibië, maar Charlotte is daar niet echt gerust in. Die ongerustheid is niet ongegrond, want bij hun aankomst in het hotel blijkt dat ook Chichi en Firmin Van de Kasseien er rondlopen. Die is op zoek naar een verloren partij diamanten van zijn achter-achtertante, Elsa Swein. Maar hij weet niet dat zijn twee Duitse neven, Schnabs en Schnabbel, ook achter de diamanten aanzitten. De zoektocht leidt hen naar het Himbadorp, het dorp van de plaatselijke volksstam, de Himba's. Daar vinden ze ook het graf van Elsa Swein, die er in 1957 gestorven is. De twee neven komen even later ook aan in het dorp, waar ze een foto van Elsa bijhebben. En die lijkt sprekend op Fanny. Ze nemen de familie Kiekeboe en Van de Kasseien gevangen, hypnotiseren Fanny en gebruiken haar (aangezien ze sprekend op Elsa lijkt en de Himba's Elsa vereerden als een godin) om de volksstam te overhalen haar eigen familie in brand te steken. Marcel en Firmin kunnen echter ontsnappen en vinden uiteindelijk de diamanten. Maar dan is er nog de Zuid-Afrikaanse piloot...

## Trivia
- Voor dit stripalbum liet Merho zich inspireren door een reis naar Namibië, die hij zelf gemaakt heeft in januari 2004. Het hotel waar de familie Kiekeboe logeert, is net hetzelfde als het hotel waar Merho verbleef. Achteraan in het album zijn ook zijn foto's en schetsen te zien, die hij tijdens de reis maakte.
- De hoofdpersonages uit de Vlaamse sitcom Het eiland hebben een cameo in dit album. Ze vertellen Kiekeboe dat Van De Kasseien naar hem gevraagd heeft.
- Elsa Swein is een woordspeling op Elzaswijn, wijn uit het Elzasgebied.
- Schnabs en Schnabbel zijn woordspelingen op de drank schnaps en het woord "schnabbel" (werk dat een artiest als bijverdienste doet).